# Čambal
Čambal (hindsky चम्बल, anglicky Chambal River) je řeka v Indii (státy Rádžasthán, Madhjapradéš, Uttarpradéš). Je 830 km dlouhá. Povodí má rozlohu 135 000 km².

## Průběh toku
Pramení na severu Dekánské pahorkatiny v horách Vindhja. Protéká směrem k severoseverovýchodu přes planinu Malva ve státě Madhjapradéš Zde byla roku 1960 dokončena první přehrada na řece, Gandhi Sagar dam. Řeka krátce protíná stát Rádžasthán, následně tvoří hranici mezi oběma těmito státy a obrací svůj tok k jihovýchodu. Dolní tok leží v Indoganžské nížině. Ústí zprava do Jamuny ve státě Uttarpradéš.

## Vodní režim
Řeka vykazuje dešťový (pluviální) odtokový režim. Vysoký vodní stav je v létě. Průměrný průtok činí přibližně 600 m³/s a maximální 20 000 m³/s.

## Využití
Na řece byl vybudován velký hydroenergetický komplex, který zahrnuje tři hydroelektrárny a zavlažovací systém pro 4400 km². Tím byl zregulovaný průtok, což zmenšilo erozi břehů, která v těchto místech dosahovala katastrofálních rozměrů. Lodní doprava je rozvinutá na oddělených úsecích. Na řece leží město Kota. Přežívá zde jedna z posledních kolonií kriticky ohroženého krokodýla gaviála indického.